# Lizy
Lizy ist eine ehemalige französische Gemeinde und heutige Commune déléguée mit 285 Einwohnern (Stand 1. Januar 2022) im Département Aisne in der Region Hauts-de-France; sie befand sich Arrondissement Laon und im Kanton Laon-1. Sie wurde mit Wirkung vom 1. Januar 2019 mit Faucoucourt und Anizy-le-Château zur Commune nouvelle Anizy-le-Grand fusioniert.

## Geografie
Die Ortschaft Lizy liegt etwa zwölf Kilometer südwestlich von Laon. Im Süden grenzt das ehemalige Gemeindegebiet an die Ailette und den parallel verlaufenden Oise-Aisne-Kanal.

## Bevölkerungsentwicklung
| Jahr      | 1962 | 1968 | 1975 | 1982 | 1990 | 1999 | 2007 | 2022 |
| Einwohner | 173  | 244  | 186  | 186  | 193  | 200  | 239  | 285  |

## Sehenswürdigkeiten
- Kirche Mariä Himmelfahrt (Église Sainte-Marie-de-l’Assomption)

## Persönlichkeiten
- Anton, genannt Bastard von Burgund oder der Große Bastard, unehelicher Sohn des  Burgunderherzogs Philipp III., vermutlich 1421 in Lizy geboren